# Königshaus (Königsberg)

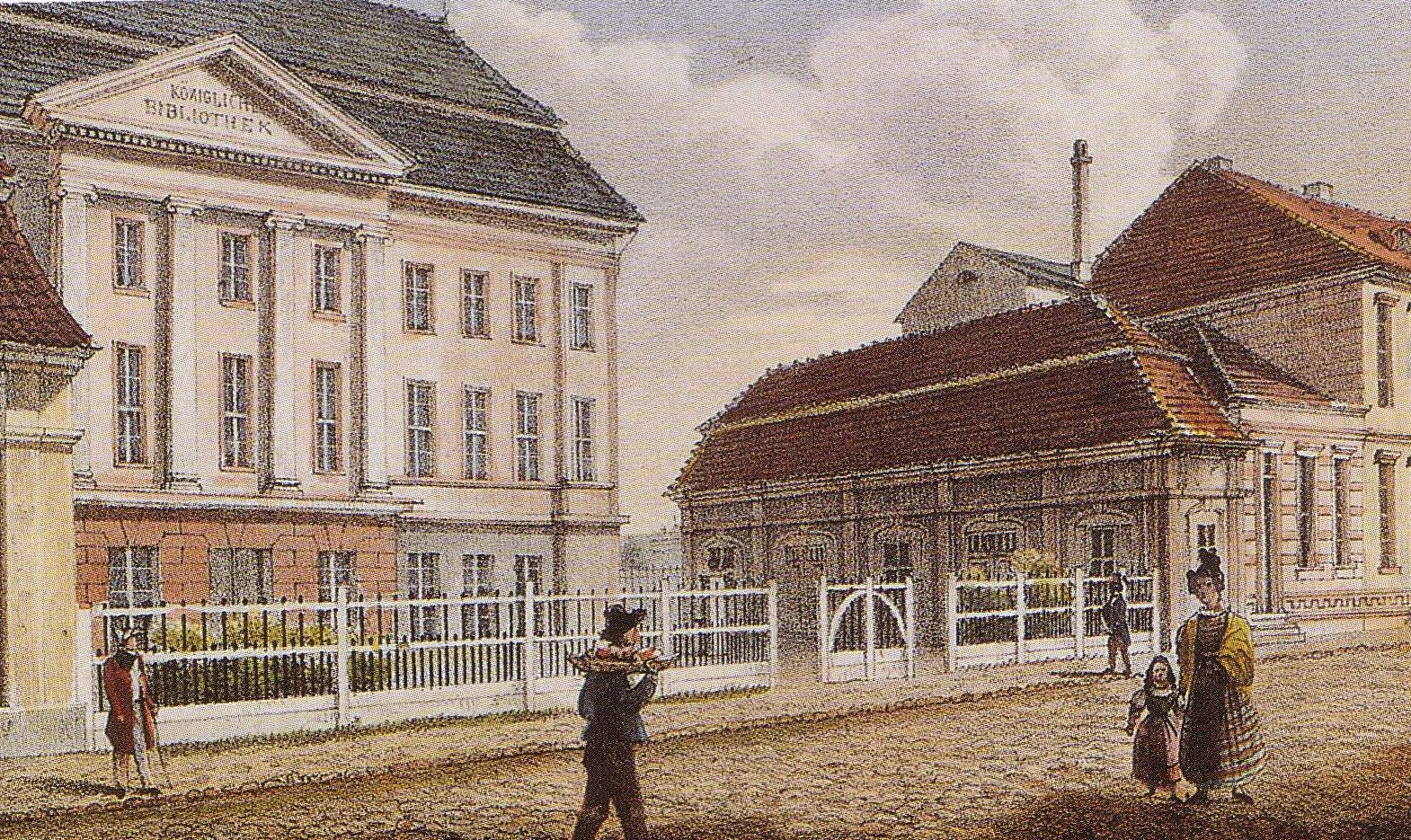
Kgl. Bibliothek im Königshaus

Das Königshaus in Königsberg war ein Gebäude in Königsberg i. Pr.
Als Adelshof gehörte er dem Kanzler von Ostau. Von dessen Witwe kaufte Friedrich Wilhelm I. 1731 das Königshaus als Königsberger Absteige-Palais. 1741 legte Friedrich II. die École militaire hinein; sie wurde 1799 in das Artillerie-Kollegienhaus auf dem Haberberg verlegt und 1810 aufgehoben. Nun bezog die Universitätsbibliothek das Haus. 1901, nach dem Umzug der Königlichen und Universitätsbibliothek in das neue Haus auf dem Mitteltragheim, kam die Antikengipssammlung der Universität in das Königshaus (Königstraße 65/67).